# Радикална левица в България
Радикалната левица в България е създадена от Съюз на комунистите в България и Че Гевара (организация) през 2011 година. Тя обединява двете политически организации.